# Санчо II (король Кастилії)
Санчо II Сильний (*Sancho II el Fuerte, між 1036 та 1038 —7 жовтня 1072) — король Кастилії у 1065—1072 роках, Леону в 1072 році, Галісії в 1071—1072 роках.

## Біографія
Походив з династії Хіменес. Старший син Фернандо I, короля Кастилії та Леону, та Санчи Леонської. Про молоді роки немає відомостей.
Санчо отримав у спадок від батька Кастилію, але, як старший син, він вважав, що гідний більшого. Дочекавшись смерті матері, в 1067 році він розв'язав війну проти братів — Альфонсо VI, короля Леона і Гарсії II, короля Галісії.
У 1068 році він переміг Санчо IV, короля Наварри, і Санчо I, короля Арагону, у «Війні Трьох Санчо», приєднавши до своїх володінь Буребу, Альта-Ріоху і Алава. У 1068 році Санчо II розбив Альфонсо VI, короля Леону, у битві при Льянтаді. У 1069 році породичався з королем Англії.
Разом із братом Альфонсом переміг Гарсію II, захопивши значну частину Галісії. 1072 року за допомогою Сіда Кампеадора Санчо II знову переміг Альфонсо VI у битві при Гольпехері, а сам став королем Леону (короновано 12 січня). Альфонсо втік до тайфи Толедо.
Потім він вигнав з Торо сестру Ельвіру і пішов війною на Самору, де правила сестра Уррака. Під час облоги фортеці до нього в табір під виглядом перебіжчика проник якийсь лицар Вел'їдо Дольфос і вбив короля. Владу успадкував Альфонсо VI.

## Родина
Дружина — Альберта, донька Вільгельма I Завойовника, короля Англії.
Діти: не було.